# Violón
Se denomina violón  a diversos instrumentos de cuerda frotada de gran tamaño. Según la época y el contexto el término puede identificarse con la viola da gamba, el violone, el violonchelo o el contrabajo.
En el siglo XVI Diego Ortiz utiliza la palabra violón para denominar a la viola da gamba, instrumento de cuerda frotada con trastes. No obstante, poco después Covarrubias y Cerone identifican el término con la familia del violín, esto es, con instrumentos de cuerda frotada sin trastes, uso que se mantendrá durante el siglo, particularmente aplicado a los instrumentos de mayor tamaño de dicha familia. En esta línea, en el siglo XVIII se aplica la palabra concretamente al violonchelo.
En ocasiones (como el compositor Juan Oliver y Astorga en 1769) se denominó violón al violín, probablemente por calco de la palabra francesa "violon".
El término violón designa también a un registro del órgano.